# Roy Orbison
Roy Kelton Orbison (Vernon, 23 de abril de 1936 – Hendersonville, 6 de dezembro de 1988), conhecido como Roy Orbison e apelidado de The Big O, foi um influente cantor e compositor norte-americano e um dos pioneiros do rock and roll, cuja carreira estendeu-se por mais de quatro décadas.
Orbison foi internacionalmente reconhecido por suas baladas sobre amores perdidos, por suas melodias ritmicamente avançadas, seu timbre vocal de três oitavas, seus característicos óculos escuros e um ocasional uso de falsete, tipificado nas canções como "Only The Lonely", "Oh, Pretty Woman" e "Crying". Em 1988 foi incluído postumamente na Galeria da Fama de compositores de música.

## Biografia

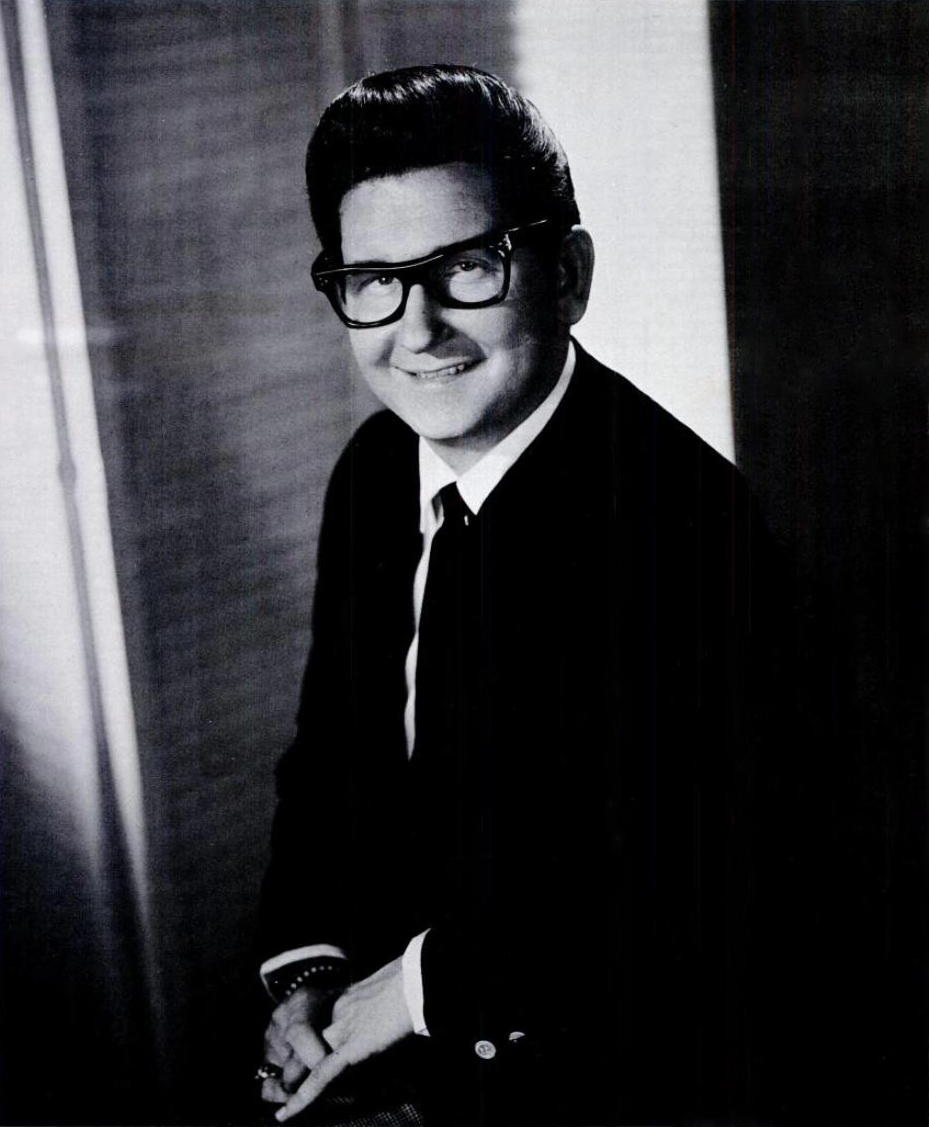
Orbison com seus óculos originais de aro grosso em foto de 1965

Roy Orbison nasceu no dia 23 de abril de 1936, em Vernon, no Texas, Estados Unidos. Seus pais, Orbie Lee e Nardine, lhe deram sua primeira guitarra quando tinha seis anos de idade. Como era de se esperar, para um jovem morando no Texas, suas influências musicais foram o gospel e o country.
Estimulado pelo pai e pelo tio, Roy começou a cantar em shows e no rádio antes dos dez anos, idade com a qual recebeu seu primeiro pagamento como cantor, num concurso de talentos. No começo de sua adolescência já viajava pelo Texas. Sua primeira banda, aos treze anos, foi The Wink Westerners, formada por amigos de escola. Depois ele mudou para The Teen King. Roy Orbison estudou o primeiro grau em escolas de Vernon, Fort Worth e Wink, no Texas. Ele fez o colegial na Wink High School, de 1950 a 1954.
Roy cursou dois anos na Universidade do Texas. Ele pretendia estudar geologia, pois seu pai trabalhava nos campos de petróleo. Enquanto estava na universidade, seu amigo Pat Boone o convenceu a formar uma nova banda. Após se formar, Roy trabalhava no campo de petróleo e tocava à noite.
Suas apresentações ao vivo o fizeram entrar em contato com Johnny Cash, que aconselhou Roy a mandar uma cópia de "Ooby Dooby" a Sam Phillips, da Sun Records, gravadora de Elvis Presley e Jerry Lee Lewis. Em junho de 1956 estava gravado o seu primeiro grande sucesso, "Ooby Dooby", vendendo vinte mil cópias. A princípio pretendia ser apenas um compositor de rock, mas com o tempo, decidiu gravar suas próprias canções e impressionou o mundo com sua voz forte e frequentemente preferindo permanecer em tons agudos.
Roy Orbison, assim como aconteceu com seu amigo Elvis Presley, no início de sua carreira foi confundido por disc jockeys e por quem ouvia suas músicas, como um cantor negro, devido ao seu tipo de voz. O primeiro grupo famoso a gravar uma música de Roy foi The Everly Brothers: "Claudette", uma de suas primeiras composições e que Roy dedicou a sua primeira esposa, em 1958.
Alguns anos depois, Roy Orbison, como agradecimento aos Everly Brothers, gravou dois de seus grandes sucessos: "Bye Bye Love" no seu álbum Lonely & Blue, em 1960 e "All I Have To Do is Dream", em seu álbum In Dreams, em 1963. Ainda com relação à gravação de Claudette, Roy Orbison usou seus direitos autorais resultantes deste sucesso para livrá-lo do contrato com a Sun Recordos e assinar com a gravadora Monument. Sua primeira gravação, Up Town, em 1960, já constava da lista de sucessos dos Estados Unidos. Neste mesmo ano, sua canção "Only The Lonely" foi rejeitada por Elvis Presley e os Everly Brothers e Orbison decidiu gravá-la: a canção atingiu o topo das paradas da Inglaterra e por pouco não chegou ao ponto máximo dos EUA, vendendo dois milhões de discos.
Comenta-se que Roy Orbison, uma pessoa tímida e de poucas palavras, usava óculos escuros para corrigir o seu astigmatismo crônico. Ainda na década de 60, gozou de sucesso sem precedentes, tanto na Inglaterra como nos EUA, usando seu estilo de baladas românticas como "Blue Angel", "Running Scared", "Crying", "Dream Baby", "Blue Bayou" e "In Dreams". Mesmo durante o sucesso dos Beatles (grupo de quem tornou-se amigo e cujo um dos integrantes seria seu parceiro noutra banda) na América, Orbison foi um dos poucos artistas norte-americanos que manteve seu sucesso comercial.
Durante o auge dos Beatles nas paradas de sucesso, ele foi por duas vezes o número um na Inglaterra com o poderoso "It's Over" e o seu maior sucesso "Oh, Pretty Woman", vendendo sete milhões de discos em 1964. Sua fama era tão grande, que os Beatles se sentiram orgulhosos por terem feito uma turnê com ele em 1963 (existe o comentário de que a canção "Please Please Me", do primeiro álbum de estúdio da banda, teve grande influência do estilo de Roy Orbison). Roy considerava a Inglaterra sua segunda pátria, consequência de seu grande sucesso naquele país e das turnês frequentes que lá ele fazia.
Em 1965, Roy Orbison assinou com a MGM, pensando na possibilidade de ser um ator de cinema, como foi Elvis Presley. De fato, ele chegou a gravar um filme em 1968: The Fastest Guitar Alive, no entanto, de pouco sucesso. Roy Orbison sempre gostou de música country e nunca escondeu sua admiração pelo cantor e compositor Don Gibson. Tanto é assim, que em 1967 Roy gravou um álbum chamado Roy Orbison Sings Don Gibson, o que se tornou algo inédito, pelo fato de Roy ser o autor da maioria de suas canções gravadas. Apenas para lembrar, Roy gravou, de autoria de Don Gibson: "I Can't Stop Loving You", "I'd Be a Legend in My Time", "Too Soon to Know", entre outros.
Roy Orbison sofreu grandes tragédias em sua vida, quando em 1966, sua esposa Claudette Frady morreu num acidente ao cair do banco traseiro de sua moto, e em 1968, quando um incêndio destruiu sua casa, matando dois de seus três filhos (Roy Duwayne Orbison e Anthony King Orbison).

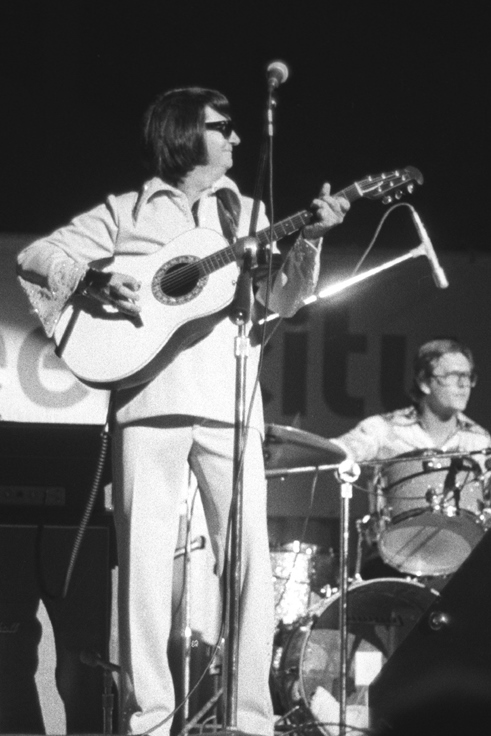
Roy ao vivo em 1976

Roy Orbison se casou novamente em 1969, com Barbara Orbison. Os anos que se seguiram foram tempos obscuros em sua carreira. Na década de 70, além de passar por problemas financeiros, sofreu uma operação do coração em 1979, e só foi relançado em 1980, quando conquistou um Grammy pelo seu dueto com Emmylou Harris na música "That Lovin' You Fellin' Again", do filme Roadie. Em 1986, seu outro sucesso, "In Dreams", fez parte da trilha sonora do filme Blue Velvet (Veludo Azul).
Em 1987, Roy Orbison foi incluído no Hall da Fama do Rock'n Roll e nesta cerimônia ele cantou "Oh, Pretty Woman", com Bruce Springsteen. Neste mesmo ano, Orbison assinou contrato com a Virgin Records, onde regravou todos seus sucessos, pois muitas das gravações originais estavam "presas" devido ao processo de falência. O resultado foi o álbum In Dreams. Em 1988, Roy ganhou o Grammy pelo dueto com K. D. Lang na música "Crying". Em 1988 produziu o álbum e o vídeo A Black And White Night (Roy Orbison and Friends) onde aparecem vários astros da música, como Bruce Springsteen, Tom Waits e Elvis Costello.
Neste mesmo ano juntou-se a George Harrison, Bob Dylan, Tom Petty e Jeff Lynne formando os Traveling Wilburys. No entanto, nesta banda, eles não revelaram seus nomes verdadeiros e diziam que era composta por quatro irmãos (Roy, neste caso, era conhecido como Lefty Wilbury). O lançamento deste álbum foi esplêndido a conquistaram o Grammy em 1989. Todos esperavam que a carreira de Roy Orbison estouraria novamente, quando sofreu um ataque cardíaco fatal, em Nashville.
O lançamento do disco Mystery Girl, finalizado postumamente em 1989, foi considerado pela crítica como o mais bem sucedido álbum de toda sua carreira, não simplesmente como uma homenagem póstuma mas pelo fato deste disco conter canções que mostravam um homem descontraído e com uma voz que nunca havia soado melhor, como por exemplo "You Got It", "She's a Mistery to Me", "Califórnia Blue", "A Love So Beautiful", "In The Real World", "The Comedians". Em 1992 foi lançado o álbum King of Hearts, contendo algumas músicas inéditas.
Sobre este álbum, Barbara Orbison comentou: "Uma das perguntas que me faziam nestes três últimos anos, era se Roy havia deixado material suficiente para mais um álbum. Este disco, é a resposta". Roy Orbison ficou conhecido como o lendário Big "O". Alguns de seus sucessos foram temas de filmes, como Wild Heart (Insignificance), In Dreams (Veludo Azul), Oh, Pretty Woman (Uma Linda Mulher), Crying, em dueto com K.D.Lang (Hiding Out) e A Love So Beautiful (Proposta Indecente).
É fantástico ver a legião que Roy nos deixou e como o mundo reconheceu. Em 1989, Roy e k. d. lang ganharam o Grammy pelo dueto de Crying. Em fevereiro de 1990, o Roy Orbison Tribute Concert to Benefit the Homeless (Concerto em Tributo a Roy Orbison em Benefício aos Desabrigados) reuniu vários músicos. Don Was, Gary Busey, Dean Stockwell, Patrick Swayze, Bernie Taupin, The Original Byrds (David Crosby, Chris Hillman and Roger McQuinn), Cindy Bullens, T-Bone Burnett, Johnny Cash, Bob Dylan, Chris Frantz, Larry Gatlin, Emmylou Harris, John Hiatt, John Lee Hooker, Chris Isaak, B. B. King, k. d. lang, Michael McDonald, NRBQ, Iggy Pop, Bonnie Raitt, Michelle Shocked, Ricky Skaggs, Stray Cats, Pete Townshend, Was (Not Was), Dwight Yoakam and Tina Weymouth lembraram Roy cantando suas músicas. No final de 1990, Roy entrou para o Songwriters Hall Of Fame (Hall da Fama dos Compositores). No mesmo ano, You Got It e Mystery Girl foram grandes sucessos no mundo todo.

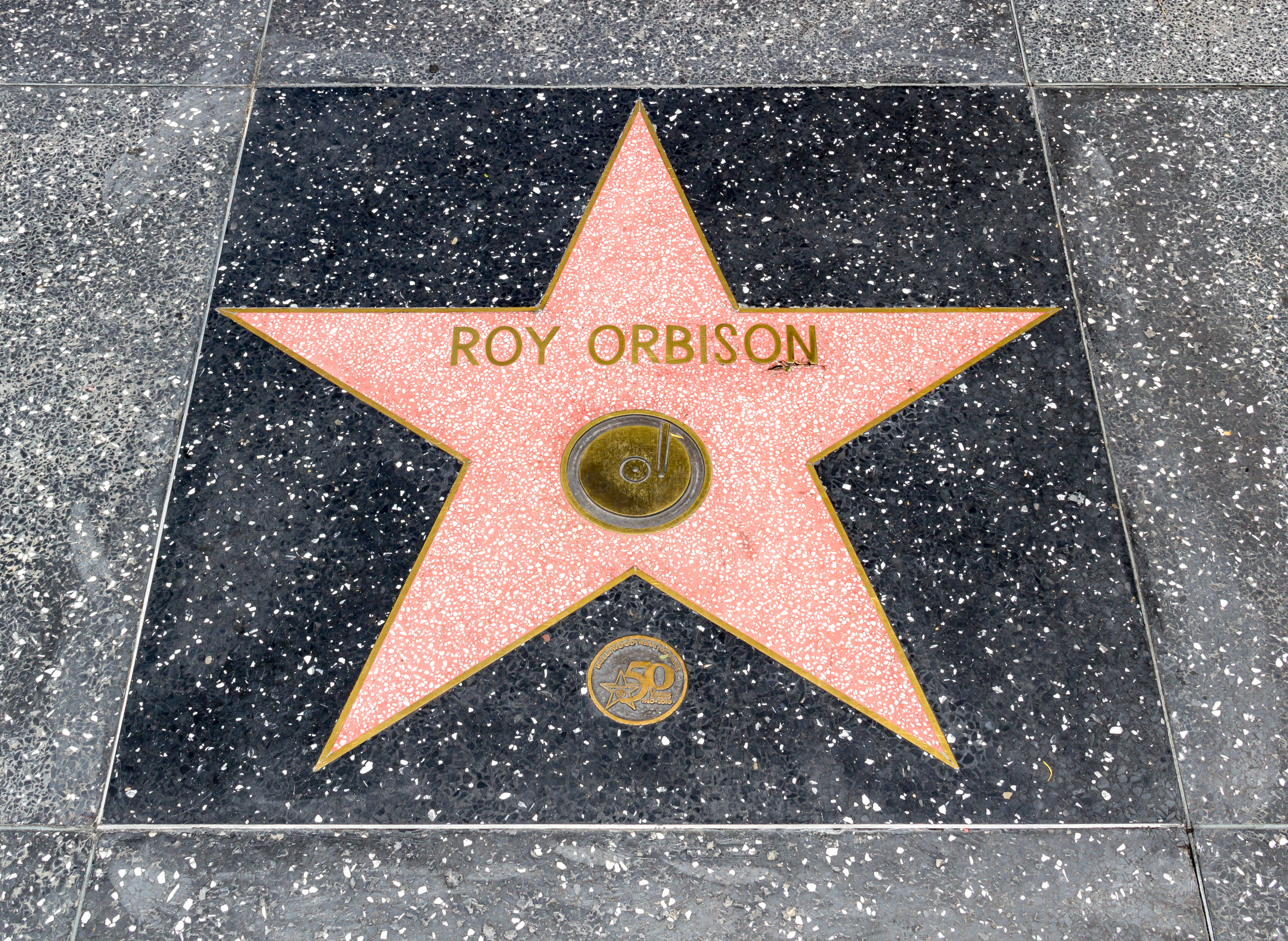
Estrela de Orbison na Calçada da Fama em Hollywood, Califórnia

Em 1991, Roy recebeu um Grammy por "Oh, Pretty Woman" do álbum A Black and White Night Live, um show ao vivo com a presença de Jackson Browne, T-Bone Burnett, Elvis Costello, James Burton, k. d. lang, Bonnie Raitt, Steven Soles, J. D. Souther, Bruce Springsteen, Tom Waits e Jennifer Warnes. Esse ano, duas músicas de Roy estiveram entre as vinte melhores no Reino Unido. Ele tem estado nas paradas por mais de quatro décadas. Inacreditável para um homem que quando perguntavam como gostaria de ser lembrado simplesmente respondia, "Eu só gostaria de ser lembrado."
Em novembro de 1996, outro álbum, The Very Best of Roy Orbison, foi lançado. Neste disco estão todos os grandes sucessos, desde o começo de sua carreira até ao final.
Morte
Em 6 de dezembro de 1988, Roy Orbison morreu, aos 52 anos de idade, de ataque cardíaco. Está enterrado no Westwood Village Memorial Park Cemetery em Los Angeles, Califórnia. Seu túmulo está sem identificação, porém, registros do cemitério indicam que está na seção D, número 97.

## Discografia

### Estúdio
- Roy Orbison at the Rock House (1961)
- Lonely and Blue (1961)
- Crying (1962)
- In Dreams (1963)
- There Is Only One Roy Orbison (1965)
- Orbisongs (1965)
- The Orbison Way (1966)
- The Classic Roy Orbison (1966)
- Roy Orbison Sings Don Gibson (1967)
- The Fastest Guitar Alive Original Soundtrack (1967)
- Cry Softly Lonely One (1967)
- Roy Orbison's Many Moods (1969)
- Hank Williams the Roy Orbison Way (1970)
- The Big O (1970)
- Roy Orbison Sings (1972)
- Memphis (1972)
- Milestones (1973)
- I'm Still in Love with You (1976)
- Regeneration (1977)
- Laminar Flow (1979)
- Class of '55 (1986)
- Mystery Girl (1989)
- King of Hearts (1992)

### Ao vivo
- A Black & White Night Live (1989)

### Coletâneas
- Roy Orbison's Greatest Hits (1962)
- More of Roy Orbison's Greatest Hits  (1964)
- Early Orbison (1964)
- The Very Best of Roy Orbison (1966)
- The Great Songs of Roy Orbison (1970)
- The Living Legend of Roy Orbison (1975)
- All-Time Greatest Hits (1977)
- In Dreams: The Greatest Hits (1987)
- For the Lonely: 18 Greatest Hits (1988)
- The Legendary Roy Orbison (1989)
- 20 Original Hits/Original Recordings (1989)
- Best Loved Standards (1989)
- The Legendary Roy Orbison (box set) (1990)
- Super Hits (1995)
- The Very Best of Roy Orbison (1996)
- Oh, Pretty Woman: The Greatest Hits (1998)
- 16 Biggest Hits (1999)
- 20 Golden Hits (2000)
- The Best of Roy Orbison (2003)
- The Essential Roy Orbison (2006)
- The Very Best of Roy Orbison (2006)
- Playlist: The Very Best of Roy Orbison (2008)
- A Love So Beautifull : Roy Orbison & the Royal Philharmonic Orchestra (2017)[20]